# 3e régiment de cuirassiers (France)
Pour les articles homonymes, voir 3e régiment.
Le 3e régiment de cuirassiers (ou 3e RC) est un régiment de cavalerie de l'Armée de terre française créé sous la Révolution à partir du régiment du Commissaire Général cavalerie, un régiment de cavalerie français d'Ancien Régime, sous le nom de 3e régiment de cavalerie avant de prendre sous le Premier Empire sa dénomination actuelle.

## Création et différentes dénominations
15 octobre 1645 : création sous le nom de régiment d'Esclainvilliers avec trois compagnies anciennes et trois compagnies nouvelles .
1654 : renommé régiment du Commissaire général cavalerie
1791 : renommé dans le cadre de la réforme militaire selon son arme et son ancienneté 3e régiment de cavalerie
1803 : à la recréation des unités de cuirassiers, est renommé 3e régiment de cuirassiers
1814 : à la Restauration, renommé 3e régiment de cuirassiers-Le Dauphin
1815 : aux Cent-Jours, renommé 3e régiment de cuirassiers
1815 : à la seconde Restauration, dissous et absorbé par le 6e régiment de cuirassiers-Condé
1816 : recréation sous le nom de Cuirassiers d'Angoulême
Septembre 1870 : formation du 3e cuirassiers de marche
1er avril 1871 : redevient 3e régiment de cuirassiers.
1824 : renommé Cuirassiers de Bordeaux
1919 : dissolution
1940 : recréation et dissolution après la bataille de France
1952 : recréation
1964 : dissolution
1968 : recréation
1998 : ultime dissolution à ce jour

## Chefs de corps
- 1635 : marquis d'Esclainvilliers

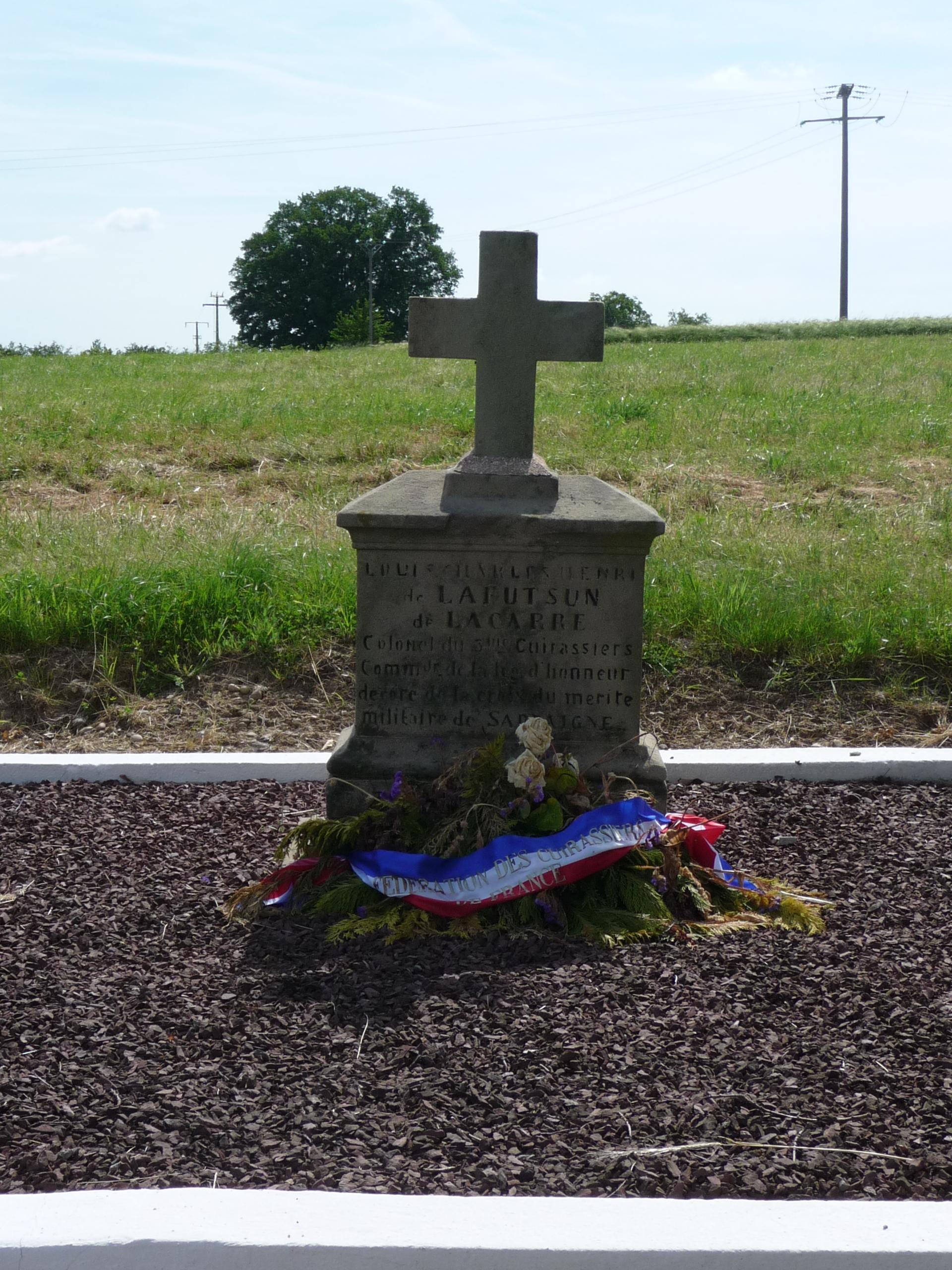
Tombe du colonel Henri de Lafutsun de Lacarre mort à Frœschwiller le 6 août 1870 lors de la charge dite de Reichshoffen.

- 1791 : Alexandre Guillaume Morin de Montcanisy, colonel
- 1792 : Louis Charles de La Motte-Ango de Flers, colonel
- 1792 : François Léger de Bellefonds, colonel
- 1794 : Jean-Baptiste Lefebvre, chef-de-brigade
- 1794 : Nicolas Sigisbert Mollard, chef-de-brigade
- 1798 : Jean-Baptiste Meunier, chef-de-brigade
- 1801 : Claude Antoine Hippolyte de Préval, chef-de-brigade, puis colonel en 1803 (*)
- 1806 : Jean-Louis Richter, colonel (*)
- 1811 : Charles Eugène Lalaing d'Audenarde, colonel (*)
- 1813 : Jean-Guillaume Lacroix, colonel

En 1813, après le départ des Français, on trouva dans une armoire du château de Harthau, maintenant GroßHarthau, le cadavre d'un cuirassier. 

Napoléon y eut son quartier général les 18 et 19 septembre 1813
- 1830 : Joseph-Nicolas Brice
- 1870 : Louis Lafutsun de Lacarre, tué lors de la charge de Reichshoffen
- 1870 : Jules Auguste Michel Despetit de La Salle
- 1892 : colonel Poulot
- 1896-1898 : colonel Geslin de Bourgogne (*)
- 1909 : colonel de l'Espée

- 1940 : Lieutenant-colonel François

- 1962-14 juin 1964 : lieutenant-colonel Hannezo
- 1968-1970 : colonel George (*)
- 1972-1974 : lieutenant-colonel Duquesnoy (**)
- 1974-1976 : lieutenant-colonel Beau.
- 1978-1980 : lieutenant-colonel Bosch (*)
- 1980-1982 : colonel Bonavita(***)
- 1982-1984 : colonel Deconninck
- 1984-1986 : Colonel Daeschner (*)
- 1986-1988 : Colonel Philippe-Charles Peress (*)
- 1988-1990 : colonel Henri Desrousseaux de Medrano
- 1990-1992 : colonel Chèvre (***)
- 1992-1994 : colonel Toussaint
- 1994-1996 : colonel Kermorvant
- 1996-1998 : colonel Figuier

(*) Officier qui devint par la suite général de brigade.
(**) Officier qui devint par la suite général de division.(***) Officier qui devint par la suite général de corps d'armée

## Historique des garnisons, combats et batailles du3eRC

### Ancien Régime
- Régiment de Cavalerie créé sous le règne de Louis XIV, il participe aux batailles de la monarchie d'abord sous le nom d'"Esclainvilliers Cavalerie" (son premier Colonel est le marquis d'Esclainvilliers), puis de "Commissaire général" en 1656.

- 1645-48 : Guerre de Trente Ans
- 1648-53 : La Fronde
- 1672-78 : Guerre de Hollande
- 1688-97 : Guerre de la Ligue d'Augsbourg
- 1694 : Fribourg
- 1701-13 : Guerre de Succession d'Espagne
- 1740-48 : Guerre de Succession d'Autriche
- 1756-63 : Guerre de Sept Ans

### Guerres de la Révolution et de l'Empire
- 1792 :
  - Combat de Quiévrain
  - bataille de Valmy
- 1792 :
  - bataille de Kaiserslautern[1]
- 1796 Armée de Rhin-et-Moselle
- 1800 :
  - bataille de Marengo
- 1804 :
  - garnison à Saint-Germain-en-Laye[2]
- 1805 :
  - 2 décembre : Bataille d'Austerlitz
- 1806 :
  - bataille d'Iéna
- 1807 :
  - bataille d'Eylau,
  - bataille de Friedland
- 1809 :
  - bataille d'Eckmühl,
  - bataille d'Essling,
  - bataille de Wagram
- 1812 : Campagne de Russie
  - bataille de la Moskova
- 1814 : Campagne de France
  - 14 février 1814 : Bataille de Vauchamps
  - Bataille de Champaubert
- 1815 : Campagne de Belgique (1815)
  - Bataille de Waterloo

Colonels tués ou blessés en commandant le régiment pendant cette période
Officiers blessés ou tués en servant au 3e Régiment de Cuirassiers entre 1808 et 1814 :
Officiers tués : XX
Officiers morts de leurs blessures : XX
officiers blessés : XX

### De 1815 à 1848
- À la première restauration (1814) le régiment fut appelé le régiment de cuirassiers du dauphin. Au retour de Napoléon 1er en 1815, le régiment est appelé le 3e régiment des cuirassiers. Il se battit à Fleurus et Waterloo. Il fut dissous à la Restauration le 25 novembre.
- Après l'exil de l'Empereur, le régiment est licencié puis reformé sous le nom de "Cuirassiers d'Angoulême no 3". En 1830, il redevient "3e Régiment de Cuirassiers".

### Second Empire

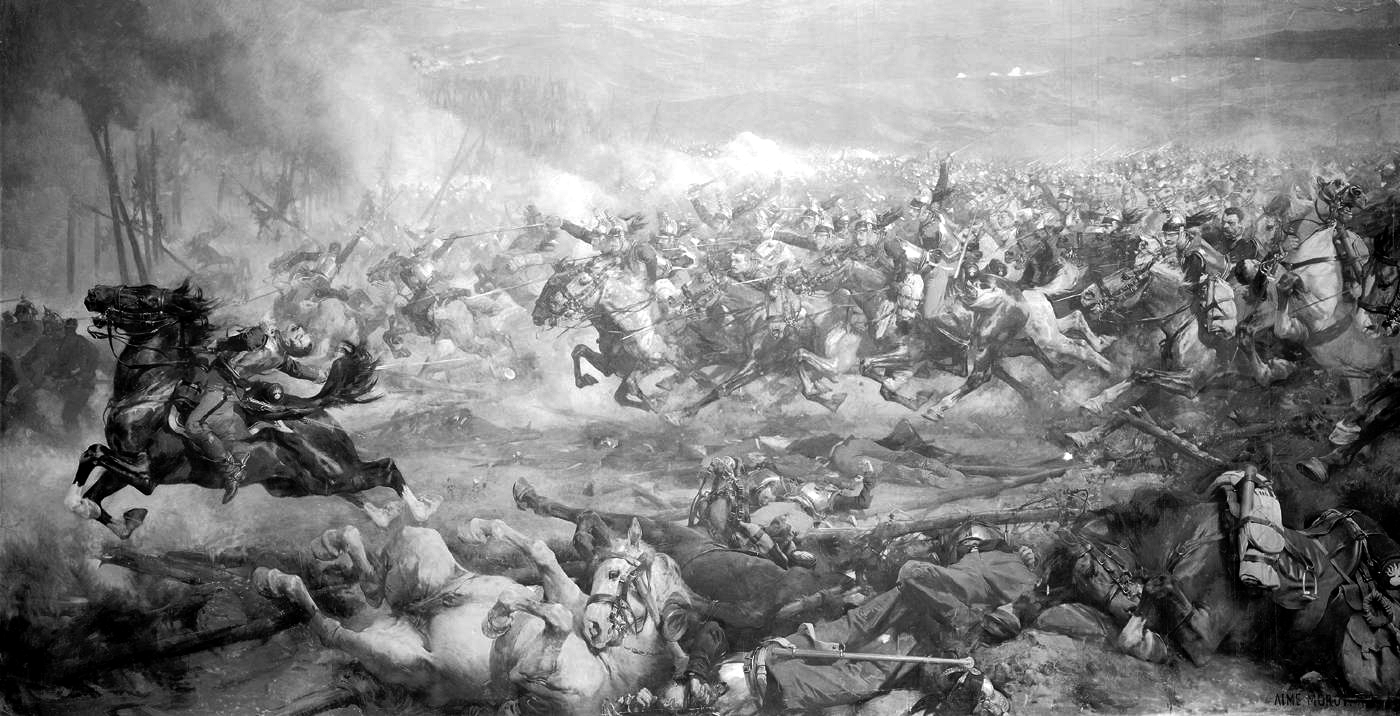
Charge du 3e régiment de cuirassiers à Wœrth le 6 août 1870. En tête, le colonel Charles Henri de Lafutsun de Lacarre qui vient de se faire tuer et dont le cheval continue de galoper (en réalité il n'a plus de tête puisqu'il a été décapité par un éclat d'obus prussien).

De 1830 à 1869, le régiment est en garnison à Lyon, Versailles, Colmar et Lunéville.
En 1870 la guerre est déclarée entre la France et la Prusse. Le régiment est alors en garnison de Lunéville. 
Le 2 août le 3e régiment de cuirassiers, qui appartient à la division de Bonnemains, se porte à Haguenau puis le 6 aoûtil  participe à la seconde phase de la fameuse charge de Reichshoffen, à Frœschwiller. Il y perd 62 hommes et son chef de corps, le colonel de Lafutsun de Lacarre, décapité par un obus (sa cuirasse, légèrement abîmée au col, trône à présent au Musée de la cavalerie de Saumur).
Le reste du régiment se retire en bon ordre, et arrive à Saverne, le 7 août et après un court repos, il marche pour rejoindre l'armée de Chalons-sur-Marne le 20 août 1870. Après être passé à Floing il retraite à Sedan le 1er septembre, avec le reste de sa division. Le 3 septembre 1870 toute l’armée capitule. Le 3e régiment de cuirassiers n’existe plus mais l’étendard est sauvé par une astucieuse cantinière.
En septembre 1870 à partir du dépôt du 3e cuirassiers il est créé à Limoges le 3e cuirassiers de marche qui est détaché à l’armée de la Loire et combat dans l’Orléanais .

### De 1871 à 1914

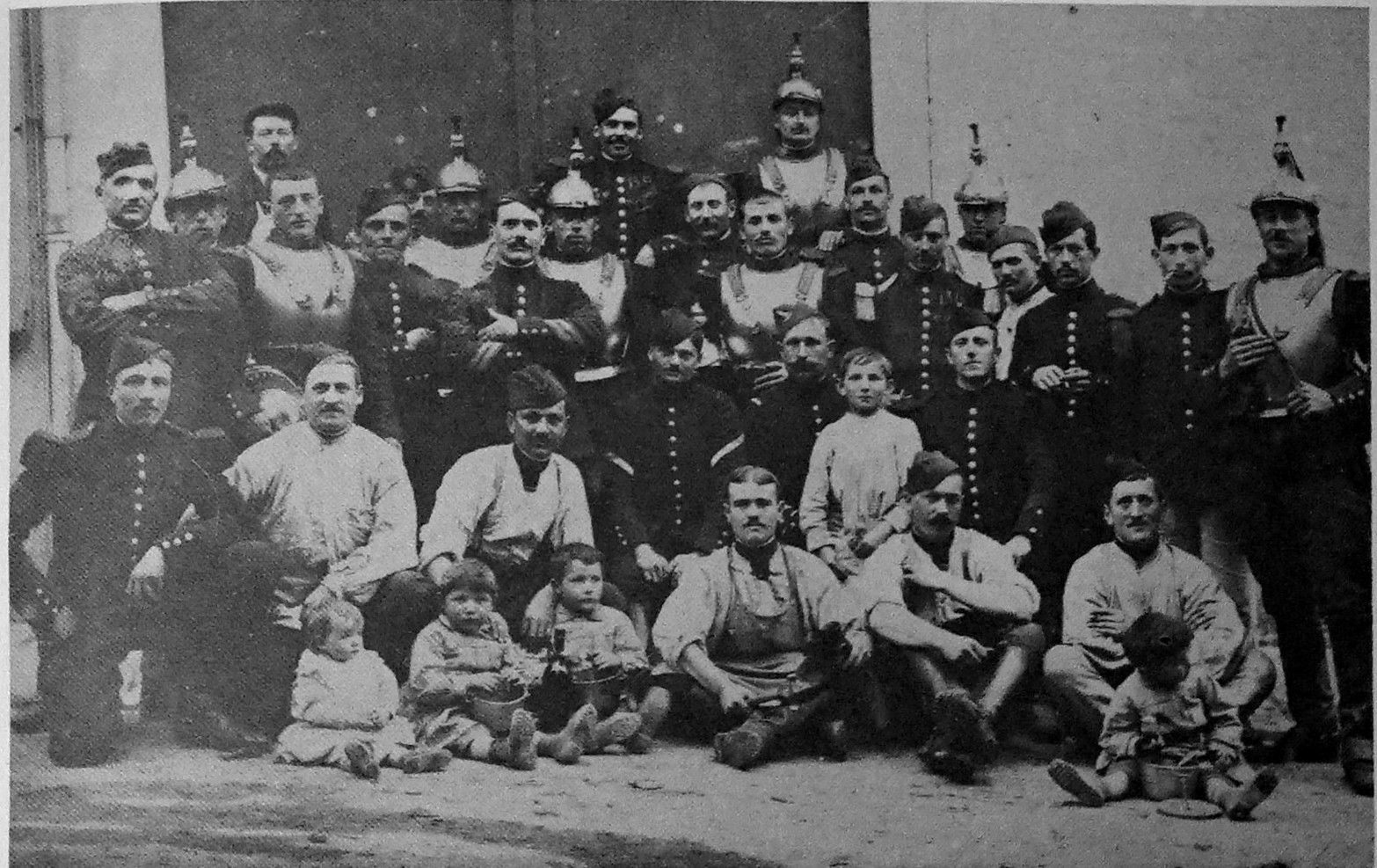
Le 3e régiment de cuirassiers à Rilly-la-Montagne lors de la Révolte des vignerons de la Champagne en 1911.

Le 4 mars 1871 au soir, le régiment est envoyé à Paris.
Durant la Commune de Paris en 1871, le régiment participe avec l'armée versaillaise à la semaine sanglante.
Le 1er avril 1871 le 3e cuirassiers de marche redevient définitivement 3e régiment de cuirassiers.
En 1904, la portion centrale (dépôt, administration, intendance) est à Reims et à Vouziers et le reste à Verdun. Il appartient à la 1re brigade de hussards de la 4e division de cavalerie.

### Première Guerre mondiale
Casernement: à Vouziers, État-major à Reims il appartient à la 3e Brigade de cuirassiers. À la 4e D.C d'août 1914 à novembre 1918. Rattaché au corps de cavalerie du général Conneau du 3 au 18 septembre 1914.

#### 1914
Le 31 juillet 1914 ,le régiment quitte Vouziers  pour la Belgique et prend part à la bataille de Guise, puis en Belgique (Virton, Cambron, Petit-Morin. Le régiment repasse l'Aisne le 14 septembre à Pontavert , puis s'engage dans la Course à la mer :Merville, Merchtem, Zarrenlinde, Klerkenet Bataille de l'Yser.

#### 1915
combat en Champagne, sur l'Avre, 

#### 1916
dans la Somme

#### 1918
Sur la Marne… Sa conduite lui vaut les inscriptions sur son étendard : "Belgique 1914-1918" et "Picardie 1918".

#### 1919
Le 3e régiment de cuirassiers est dissous dans le cadre des mesures de réorganisation de l'Armée.

### Entre-deux-guerres
Le régiment n'existe plus.

### Seconde Guerre mondiale

#### 1940
N’étant pas utilisée dans cette nouvelle organisation, la 1re Brigade de Cavalerie devient indépendante. Au cours du mois de mars, ces divisions sont renommées en Division Légère de Cavalerie. Toujours est-il qu’aux environs de 1935, la France (sur le territoire métropolitain) avait à sa disposition environ une cinquantaine de divisions d’active dont 5 Divisions de Cavalerie.

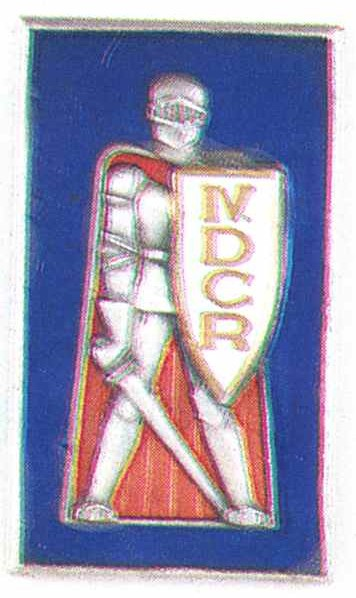
insigne de la 4e DCR

Par la suite, des plans furent mis en place pour basculer ces différentes unités au format Division Légère Mécanique, en commençant par la 1re Division Légère de Cavalerie. Cette division aurait alors pris le numéro 4 dans l’ordre des Divisions Légères Mécaniques, et ainsi de suite…
Les unités constitutives de cette nouvelle division auraient été alors :
- 4e Division Légère Mécanique :
7e Brigade Légère Mécanique :
3e Cuirassiers
7e Cuirassiers
8e Brigade Légère Mécanique :
10e Cuirassiers équipé de 48 AMD Panhard.
7e Dragons Portés

Les événements firent que les matériels prévus pour la formation de la 4e Division Légère Mécanique servirent à constituer en urgence les éléments de la 4e division cuirassée (4e DCR) chef de corps le colonel De Gaulle, excepté le 7e Cuirassiers inachevé (1 escadron Somua et 1 escadron Hotchkiss) qui a été expédié à la 7e armée en tant que " groupe de De Langle ". Le 7e Dragons Portés a eu seulement deux bataillons et n’avait pas reçu d’escadron blindé.
Devant la situation qui allait en se dégradant, l’objectif de constitution fut encore modifié, le format division légère mécanique (DLM) fut appelé réduit, mais seules les 1er et 4e Divisions Légères de Cavalerie purent être constituées sur ce format "très approximatif " puisque la 4e Division Légère de Cavalerie changea d’appellation le 6 juin 1940, alors que la 1re Division le fut le 11 juin, avec un format très différent. Jusqu'au cessez-le-feu, le 1er groupe d'escadron de chars Somua le 18 mai 1940 (Laon), le 2e groupe d'escadron de chars Hotchkiss le 25 mai 1940 (Somme) du 3e Cuirassiers aux ordres du Lieutenant colonel François. Le régiment se déplace sur Abbeville, le 27 mai, où il résiste à la poussée de l'armée allemande, avant d'être forcé à la retraite à Beauvais. Au cours de sa retraite il combat d'arrière-garde des actions au Cormonville et de Cheverny. Les hostilités sont suspendues le 25 juin cessez-le-feu et les ordres sont donnés à toutes les unités, le régiment est dissous le 31 juillet 1940.

### De 1945 à nos jours
- En 1952 : recréation du régiment à Trèves, en Allemagne.

- Il arrive en Algérie française en 1956, sur le port d'Oran pour prendre garnison à Sebdou (Elabed) région de Tlemcen pour garder la frontière Marocaine. En 1962 il fait route sur Sainte-Barbe du Tlelat (il prendra part aux évènements d'Oran). Avec 3 escadrons et 1 ECS. Début 1963 le 3e escadron reste à Sainte-Barbe du Tlelat, Les autres escadrons remontent sur la Senia (ECS et 1er escadron) le deuxième rejoint Sidi-Chami. Il gardera le port de Mers-el-Kébir. Le 3e cuirassiers est commandé par le Lieutenant Colonel Hannezo et le Commandant Barthélémy, Jacques Huet en est le médecin capitaine. Mars 1964, tout le régiment descend à Oran, à la caserne d’Eckmuhl ; puis embarque le 4 juin 1964 pour le Sissonne, via Port-Vendres pour les blindés. Équipé de char M24 Chaffee, d'automitrailleuse AMM8 et d’Half-tracks.

- Le 14 juin 1964 : nouvelle dissolution du Régiment, son étendard est confié au Centre d'instruction des Blindés de Trèves.

- En 1968 : le Régiment est recréé et s'installe sur une ancienne base américaine à Chenevières, entre Lunéville et Baccarat comme un régiment de blindés de la 8e brigade motorisée. Équipé d'abord de chars AMX-13, il reçoit ses AMX-30 à partir de 1973 et devient un des régiments de chars de bataille des forces de manœuvre.

- Il est une des unités de 4e division blindée lors de sa formation le 1er août 1977.

- Le régiment est réorganisé en 1992, lorsque certains régiments des forces françaises en Allemagne, sont dissous après la chute du mur de Berlin et la fin de la Guerre froide. Le régiment absorbe le 2e escadron du 5e régiment de cuirassiers et l'escadron d'éclairage divisionnaire de la 5e division blindée, un nouvel escadron est également créé et équipé de l'AMX-30B m.

- Un escadron est envoyé en ex-Yougoslavie en 1995

```
en tant que partie de la 
Force de protection des Nations unies
, il est de la 
Croatie
 pour ses quatre mois de déploiement. Le régiment a également détaché certains de ses agents en qualité d'observateurs de l'ONU au 
Sahara occidental
 en 
1997
.
```

- Le régiment est dissous pour la dernière fois en 1998 dans les réformes qui balaient l'armée française.

## Étendard

L'étendard du 3e cuirassiers représenté en 1896.

Il porte, cousues en lettres d'or dans ses plis, les inscriptions suivantes , :
- 'Valmy 1792
- Marengo 1800
- Austerlitz 1805
- La Moskova 1812
- Champaubert 1814
- Belgique 1914-1918
- Picardie 1918
- AFN 1952-1962

## Décorations
Sa cravate est décorée:
- De la Croix de guerre 1914-1918 avec étoile de vermeil. (citation à l'ordre du corps d'armée)

## Faits d'armes inscrits sur l'étendard
- Valmy 1792 (*)
- Marengo 1800 (*)
- Austerlitz 1805 (*)
- La Moskova 1812 (*)
- Champaubert 1814 (*)

(*) Bataille portée à l'étendard du régiment.

## Traditions et uniformes

### Refrain
"Mademoiselle, voulez-vous savoir ? (bis)"

### Uniformes d’Ancien Régime

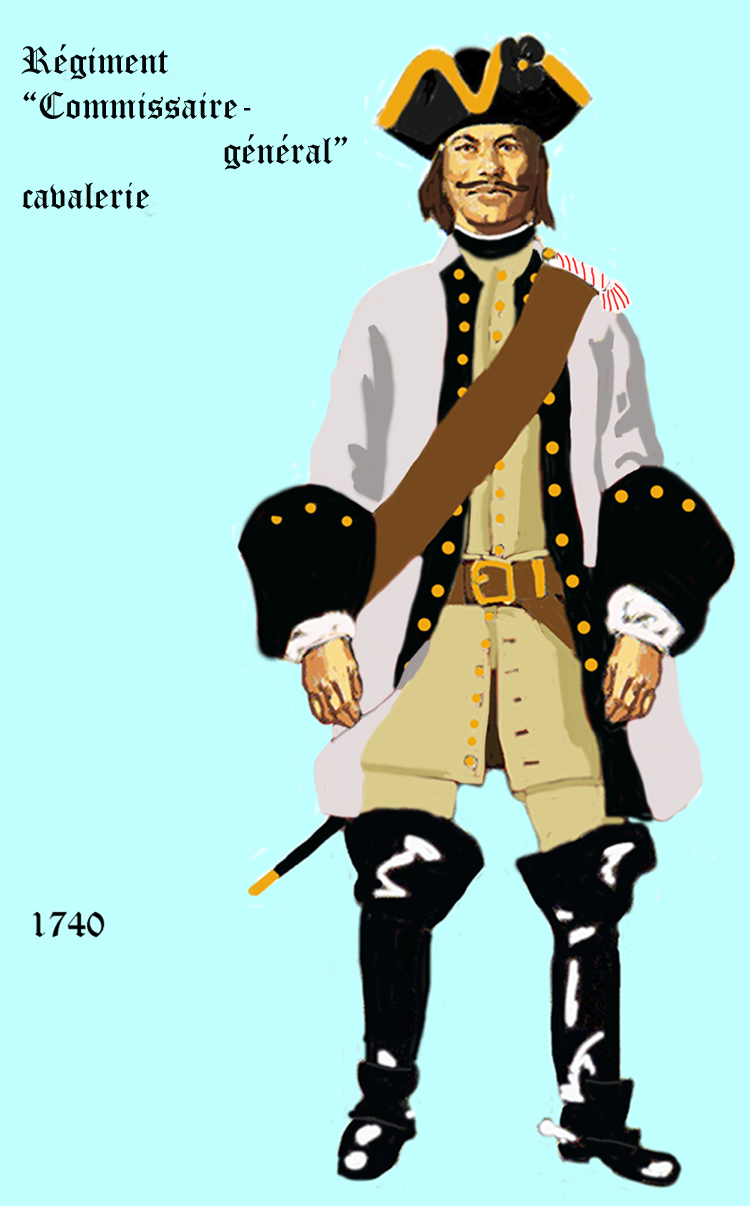
l' uniforme du régiment de 1740
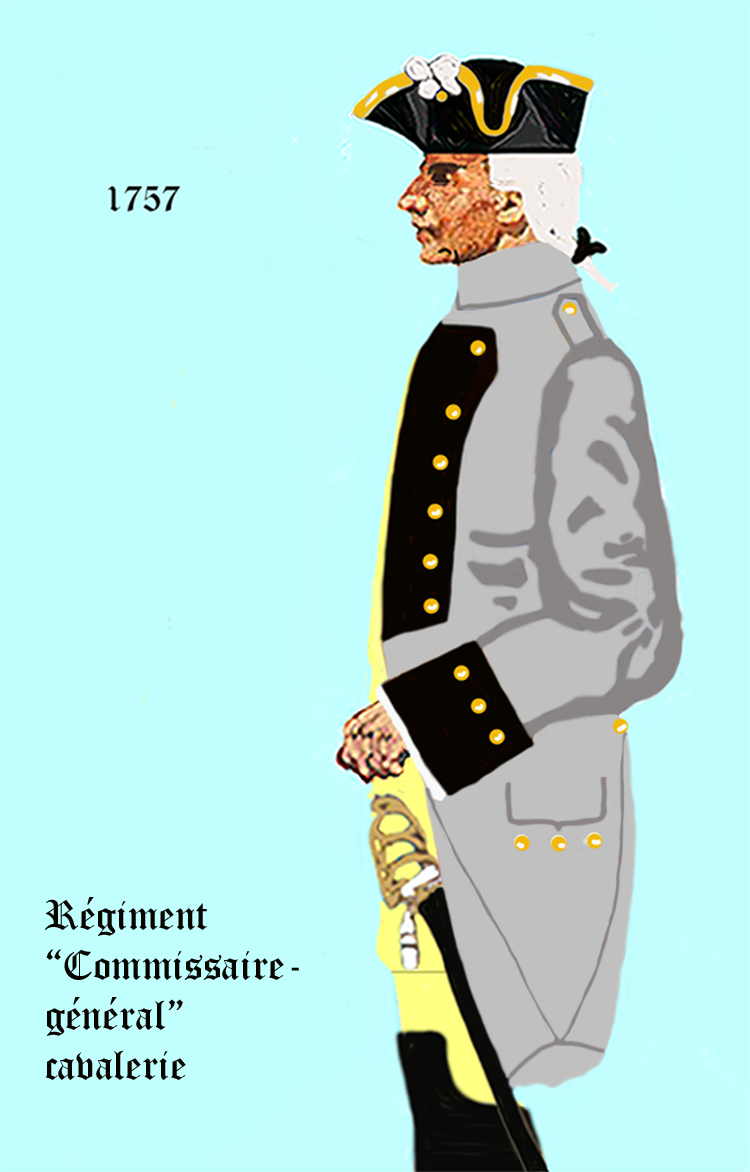
l' uniforme du régiment de 1757 à 1762
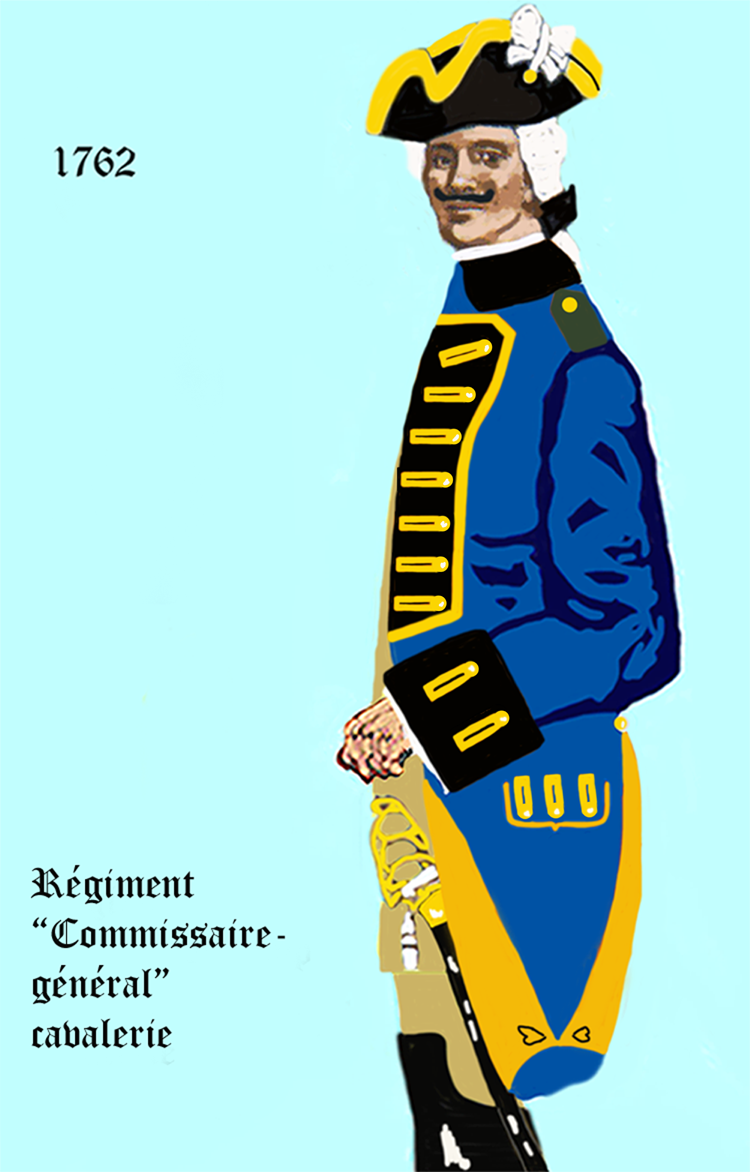
l' uniforme du régiment de 1762 à 1767
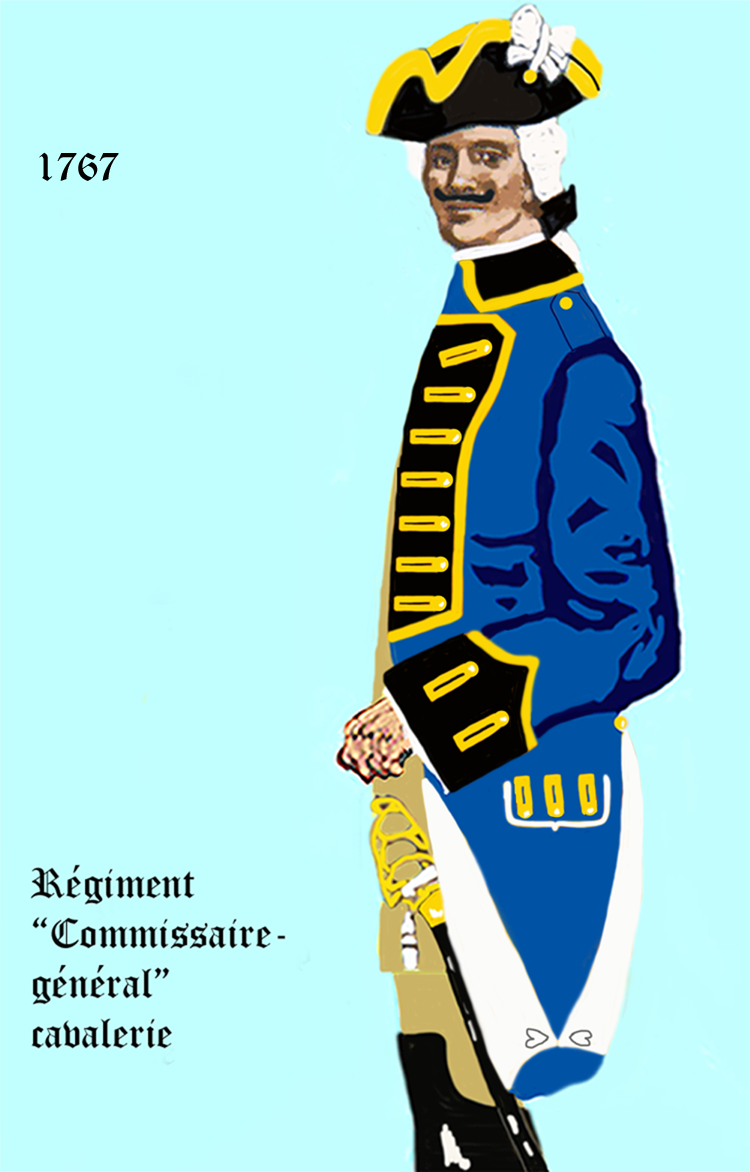
l' uniforme du régiment de 1767 à 1776
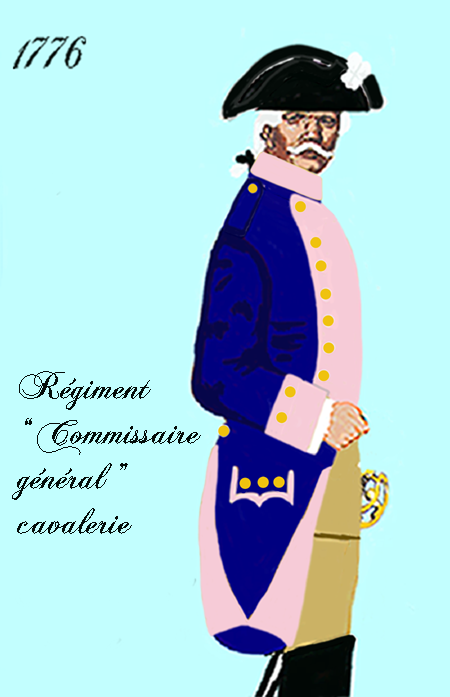
l' uniforme du régiment de 1776 à 1779
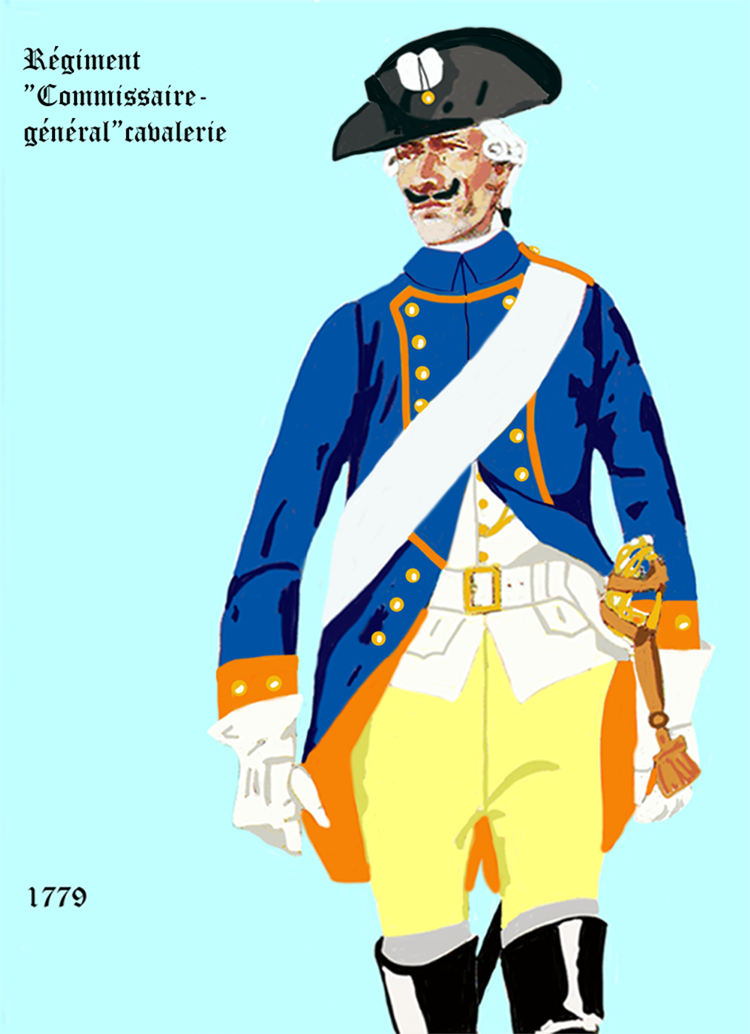
l' uniforme du régiment de 1779 à 1786
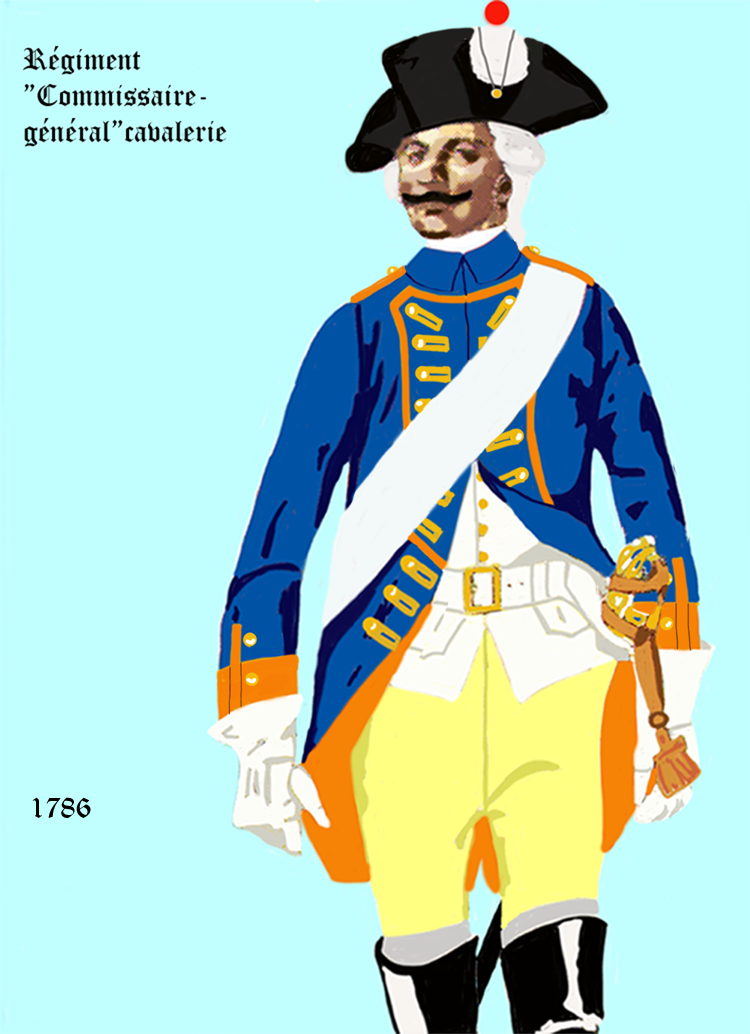
l' uniforme du régiment de 1786 à 1791
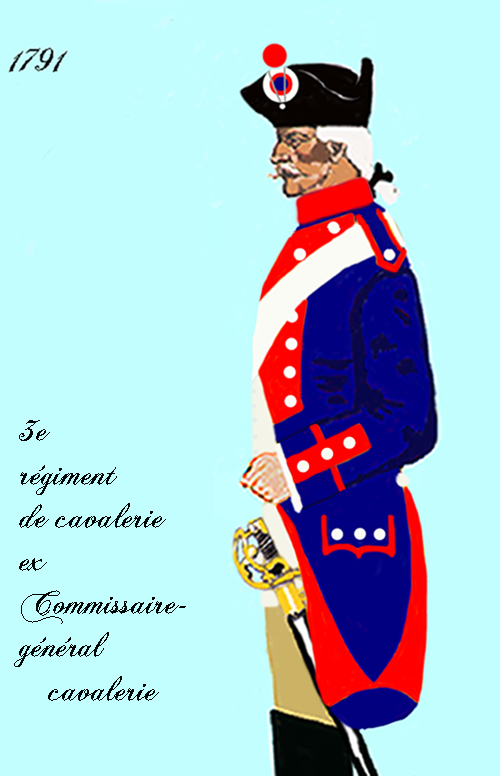
l' uniforme du régiment de 1791

### Étendards d’Ancien Régime

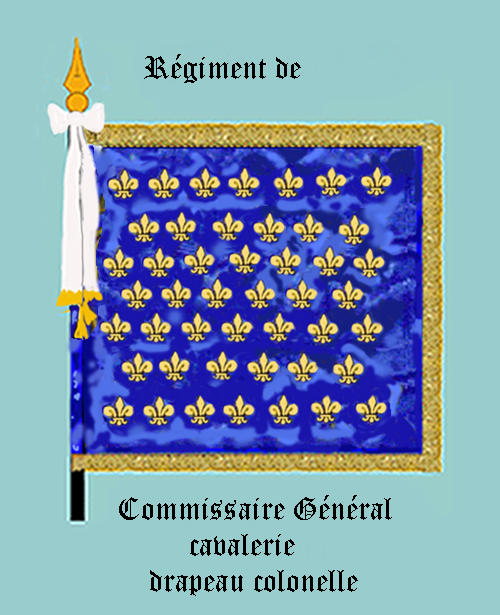
drapeau colonel du régiment Commissaire général, avers et revers
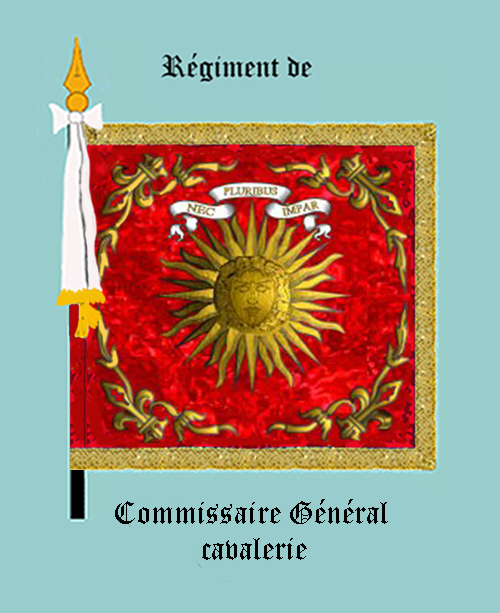
drapeau du régiment Commissaire général, avers
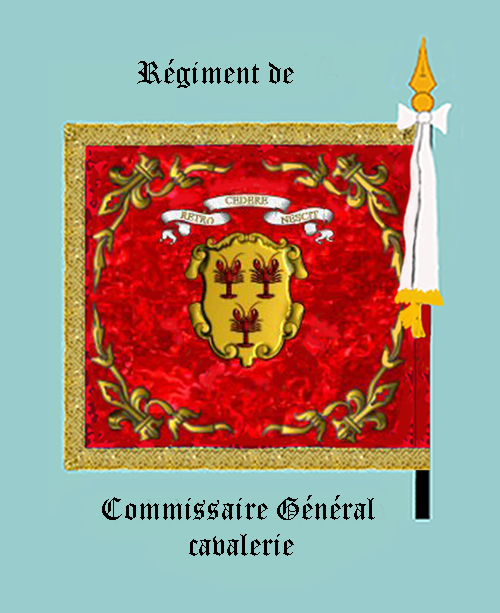
drapeau du régiment Commissaire général, revers

### Uniformes sous la Révolution et le Premier Empire
Habit long sous la Révolution (régiment de cavalerie)
Lors de la transformation en régiment de cuirassiers, les cavaliers reçoivent, outre le casque et la cuirasse, un habit court écarlate, sans revers, boutonné jusqu’à la ceinture, aux parements bleus et aux poches en travers ; pattes d’épaule bleues passepoilées de la couleur distinctive du régiment. Tenues reçues en 1805, ornées d'un plumet et d’épaulettes rouges, aux retroussis ornés de grenades bleues (symbole des armes d'élite).

## Personnages célèbres ayant servi au3eRC
- Charles Guillaume Cousin-Montauban, comte de Palikao
- Hugues Emile Krosche.
- Henri Guaino.

### Sources et bibliographie
- Général de brigade Philippe-Charles Peress.
- Édition heimdal no 8058 De Gaulle chef de guerre.
- Charles Maumené, Histoire du 3e Régiment de Cuirassiers, ci-devant du Commissaire-Général, 1645-1892, Boussod, Valadon et Cie, Paris, 1893. 1 volume grand in-4 broché, 379 pages, 8 planches hors texte.
- La Journée de Reichshoffen, avec carte et pièces officielles, par Eugène de Monzie -Palmé (Paris)-1876, disponible sur Gallica.bnf.fr, qui détaille notamment la fameuse charge
- Historique sommaire du 3ème régiment de cuirassiers pendant la grande guerre : 1914-1918, Nancy, Berger-Levrault, 1920, 55 p., lire en ligne sur Gallica.